# Димитър Домазетов (ВМРО)
 Тази статия е за дееца на ВМРО.  За дееца на ВМОРО вижте Димитър Домазетов (ВМОРО).  
Димитър (Митко) Христов Домазетов е български революционер, деец на Вътрешната македонска революционна организация.

## Биография
Домазетов е роден на 10 март 1904 година в Щип, тогава в Османската империя, днес в Северна Македония. Още като младеж става член на ВМРО. Агитира на изборите за Арсо Лазаров, против сръбския кандидат. При пристигането на министър-председателя Любомир Давидович в града Домазетов го приветства от името на щипските граждани и заявява: „Пратети ни честни люде, недейте ни управлява чрез ренегати и шпиони“.
Сръбските паравоенни решават да го убият от засада пред къщата му при заминаването му като войник. При атентата загива съседката му Нашковица, но той се спасява. Брат му Михаил Домазетов, бежанец в Бургас, прави неуспешен опит да му издаде паспорт. За разлика от останалите щипски новобранци, Домазетов е изпратен в Ниш, където е тероризиран. Бяга към България, но на границата при Царево село е предаден на полицията от съгражданите си Павлинка Джидрова и мъжа ѝ Йордан Гаврилов, предал студентите от Скопския студентски процес. Домазетов е измъчван и убит при Бигла по пътя от Царево село за Кочани.
След смъртта му, на 4 март 1943 година майка му Еленка Домазетова, като жителка на Щип, подава молба за българска народна пенсия. В молбата пише, че Домазетов „Още като малък [...] се проявява с една отзивчива и здрава българска душа. В подетата тежка борба срещу сърбизма той заема мястото си на фронта на българщината срещу предателите и шпионите“. Молбата е одобрена и пенсията е отпусната от Министерския съвет на Царство България.